# جيسيكا فالخولت
جيسيكا فالخولت (بالإنجليزية: Jessica Falkholt)‏ (15 مايو 1988 - 17 يناير 2018) كانت ممثلة أسترالية، ظهرت في 16 حلقة من المسلسل التلفزيوني هوم أواي بدور هوب موريسون في عام 2016.

## من اعمالها
- هوم أواي (2016)

## الحادث والوفاة
في يوم 26 ديسمبر 2017 تعرضت جيسيكا ووالدها ووالدتها وشقيقتها البالغة من العمر 21 عاما لحادث سير في نيوساوث ويلز في أستراليا ونتج عن ذلك وفاة والديها فورا وتم سحبها هي واختها من السيارة قبل انفجارها ولقد توفيت اختها بعد دخولها للمستشفى  في يوم 29 ديسمبر 2017 في مستشفى ليفربول اما عن جيسيكا فلقد دخلت في غيبوبه إلى أن توفيت في يوم 17 يناير 2018 عن عمر يناهز 29 عاماً ولاتزال الشرطة تحقق من سبب الحادث.

## روابط خارجية
- جيسيكا فالخولت على موقع IMDb (الإنجليزية)
- جيسيكا فالخولت على موقع قاعدة بيانات الفيلم (الإنجليزية)